# Lagerström (släkter)
Flera obefryndade släkter har burit namnet Lagerström. 

## Boktryckarsläkten Lagerström
Denna släkt hette ursprungligen Långström. Skomakarmästaren Carl Olof Långström ändrade  emellertid  sitt och sina barns namn till Lagerström någn gång på 1870-talet.

### Släktträd
- Gabriel Långström (död 1835), skomakargesäll i Stockholm
  - Carl Olof Långström  senare Lagerstöm (1825–1907), skomakarmästare
    - Viktor Lagerström (1864–1948), konstnär
    - Carl Lagerström (1869–1925), boktryckare
      - Arthur Lagerström (1889–1982), direktör
        - Bengt Lagerström (född 1929), direktör

      - Sten Lagerström (1904–1985), boktryckare,

    - Hugo Lagerström (1873–1926), boktryckare

### Källa
- Lagerström, släkt i Svenskt biografiskt lexikon (1977-1979) band 22 (1977-1979), sida 178.

## Ragnar Lagerströms släkt
Följande fragment av ett släktträd framgårur de biografiska artiklarna:
- Ragnar Lagerström (1910–2006), skolman, filosof och författare
  - Tomas Lagerström (1939–1988), ekonomijournalist och barnboksförfattare
  - Sven Lagerström (fodd 1945), författare och förlagsredaktör

## Några andra släktrelationer
- Konstnärerna Fredrik Lagerström (1874–1955) och Gustav Lagerström (1874–1906) var tvillingar.
- Konstnärerna Oscar Lagerström (1893–1977) och Rut Carré-Lagerström (1903–1990) var gifta med varandra.